# 函館大火
函館大火（はこだてたいか）とは、北海道函館市で発生した大規模火災（大火）。
函館は明治から昭和戦前期にかけて少なくとも25件の大火に見舞われているが、一般的に発生年を付さない場合には、死者2166名、焼損棟数11105棟を数える大惨事となった1934年（昭和9年）3月21日の火災を指す。本項ではこの1934年の大火について詳述する。

## 概要
北海道島の南部、津軽海峡を挟んで本州の対岸に位置する函館の地は北海道内でも古くから和人が移住し、木造家屋が密集する市街地が形成されていた。もとより津軽海峡に面した函館山と北海道本島を結ぶ陸繋砂州上に築かれた市街地は海風を受け続ける立地であり、必然的に大火の危険性は高い。「昭和9年大火」以前より市当局や市民は防火対策には積極的に取り組んでいた。主な防火対策は下記の通りである。
- 1878年（明治11年） - 道路拡幅
- 1880年（明治13年） - 十字路式の導入。二十間坂設置
- 1889年（明治22年） - 上下水道完成
- 1893年（明治26年） - 地下式消火栓設置
- 1907年（明治40年） - 公共建築物の耐火構造化推進

しかし、後述の「昭和9年大火」では有効に機能しなかった。

## 函館の大火史

### 発生の年表
函館市における大火のうち、焼失戸数が1000戸以上となった例は次のとおりである。
| 年月日                            | 焼失戸数 | 備考                                                                               |
| --------------------------------- | -------- | ---------------------------------------------------------------------------------- |
| 1871年10月27日 （明治4年9月12日） | 1123     | 俗に切見世火事と云う。                                                             |
| 1873年（明治6年）3月22日          | 1314     | 俗に家根屋火事という（死者5名）。                                                  |
| 1879年（明治12年）12月6日         | 2326     | 焼跡に対しては前年同様道路の大改革を断行す。魚市場より要塞付近まで焼死者多数あり。 |
| 1896年（明治29年）8月26日         | 2280     | 俗にテコ婆火事という。                                                             |
| 1899年（明治32年）9月15日         | 2494     |                                                                                    |
| 1907年（明治40年）8月25日         | 8977     | 上水道停水中 石川啄木や子母澤寛などが被害に遭い、函館を去った。                    |
| 1913年（大正2年）5月4日           | 1532     | 上水道停水中                                                                       |
| 1916年（大正5年）8月2日           | 1763     | 上水道停水中                                                                       |
| 1921年（大正10年）4月14日         | 2141     | 上水道停水中                                                                       |
| 1934年（昭和9年）3月21日          | 10176    | 現場における死亡者数2054名。                                                       |

### 大火と都市形成
函館の都市景観は、数度の大火の影響により街路や建築物が変容している。つまり、二十間坂より函館西部地区の町並み以西の地区は、1878年（明治11年）、1879年（明治12年）の大火後の街区改正によってできた都市形態で、この地区の建物は1907年（明治40年）の大火で被災しているため、旧金森洋物店や旧開拓使函館支庁書籍庫など一部の耐火構造建築物を除くほとんどの建物はそれ以降の時期に建設されたものである。なお同地区は、歴史的環境を色濃く残しているところから1988年（昭和63年）9月16日に「歴史的景観地域」に指定され、現在では函館市都市景観形成地域として継承されている。旧函館区公会堂や函館ハリストス正教会（いずれも国の重要文化財）などがこの地区に位置している。1901年に建設された函館どつくレンガ倉庫（旧弁天倉庫）も、この大火災においても焼失を免れ、現在函館に残る最古級の赤レンガ倉庫建築として保存されている。
また、十字街から新川町にかけてのグリーンベルトに代表される街路は、1934年（昭和9年）の大火後の復興事業によって形成されたもので、これは戦前における地方都市の都市計画が実施された数少ない事例である。なおこの地区の建物は、1921年（大正10年）の大火後に建設された耐火構造の建物が一部残っている他は1934年（昭和9年）以降のものである。このように函館の都市景観の特徴は、大火の被災範囲が東へ移行するのと併行しながらも都市景観が帯状に時間差を有して推移していることにある。

### 大火史上の主な被災建物

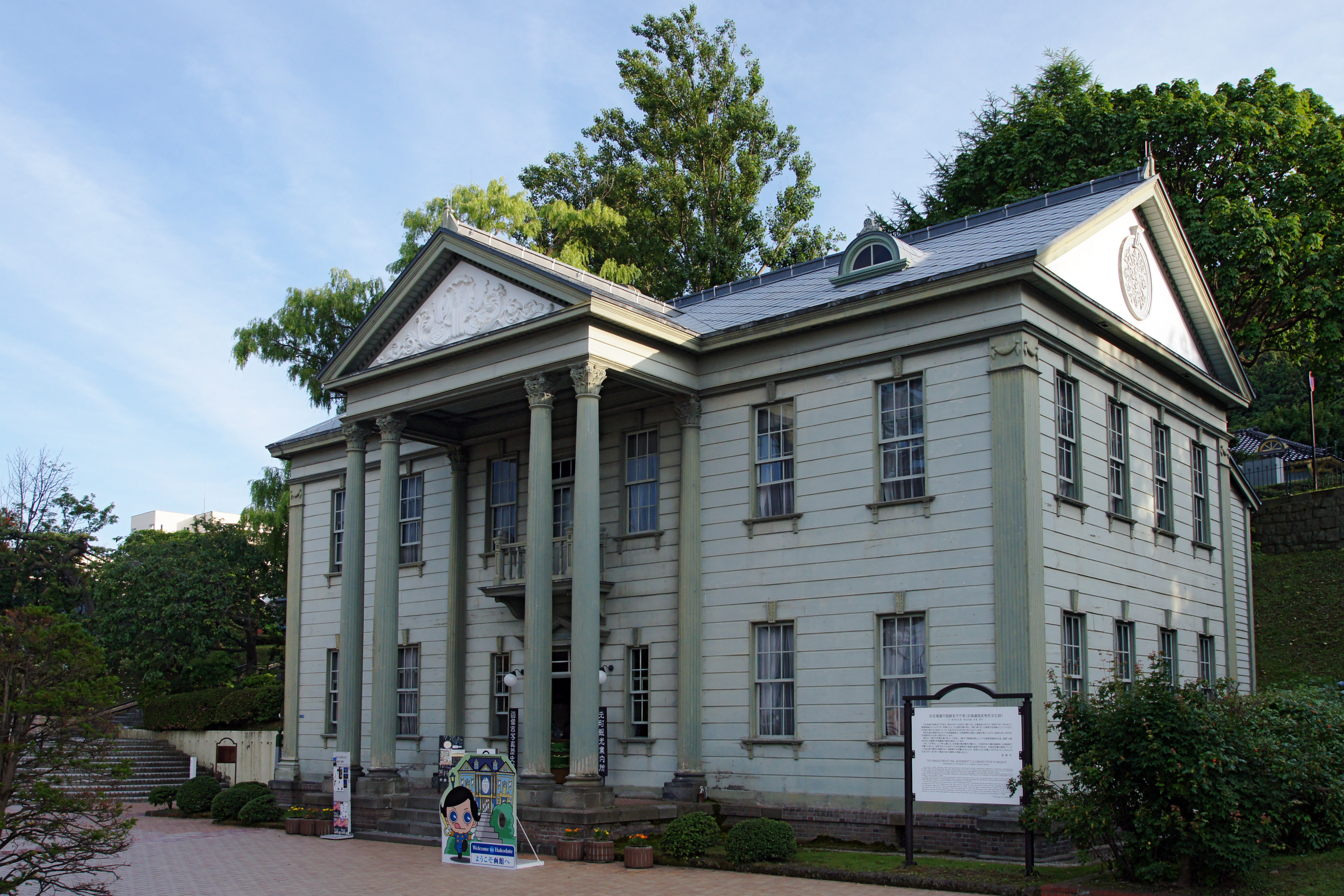
旧北海道庁函館支庁庁舎

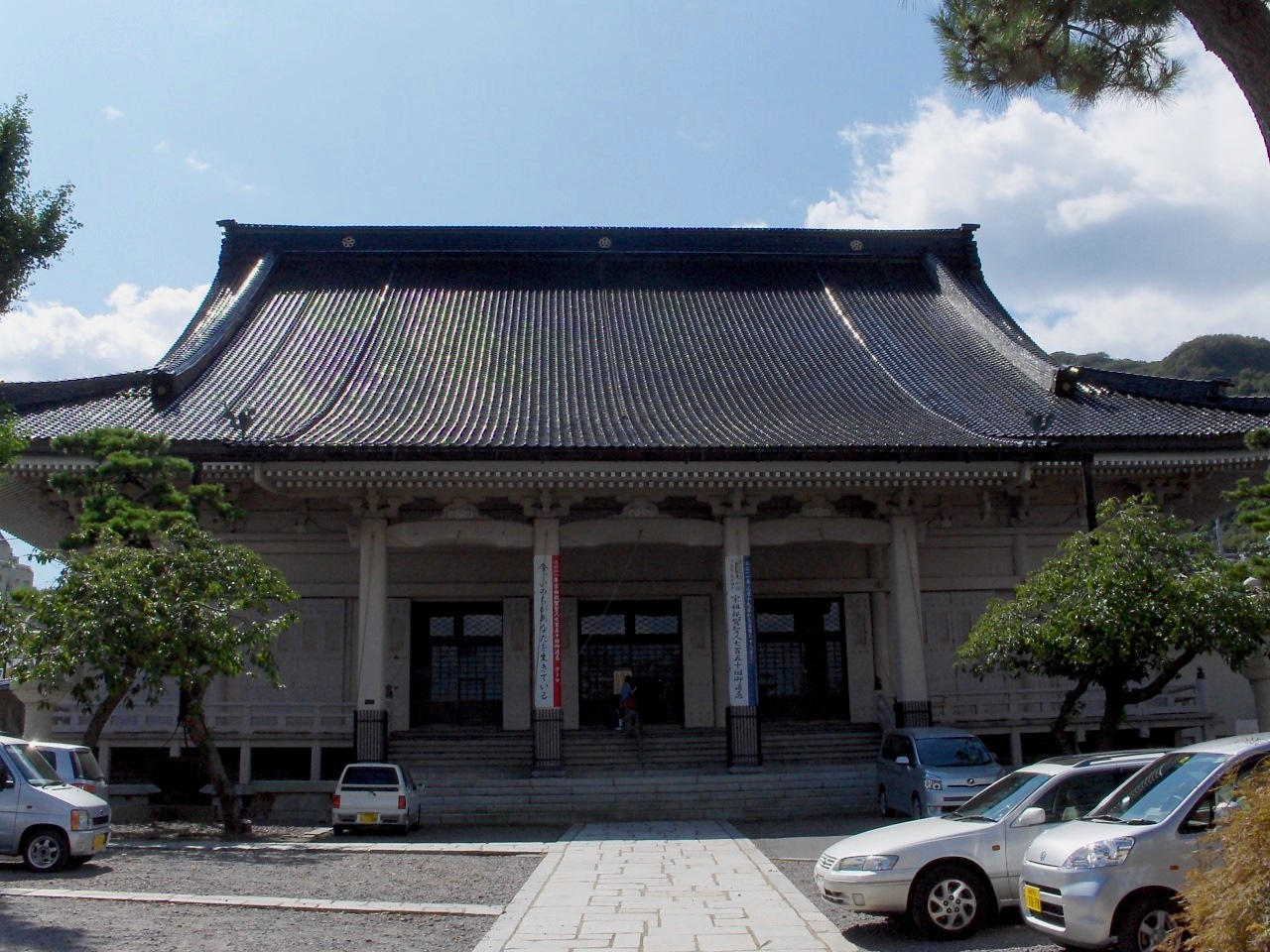
真宗大谷派函館別院
真宗大谷派函館別院は、1907年（明治40年）の函館大火で焼失したため、耐火建築により再建することになった。1915年（大正4年）11月に再建された本堂は日本で最初の鉄筋コンクリート造りの寺院建築となった。
台町遊廓・蓬莱遊廓
1907年（明治40年）の函館大火で焼失、同年9月27日廃止された。事業者による移転反対運動を経て結局1909年（明治42年）頃には大森町に移転。函館遊廓（大森遊廓、辰巳の里）になる。吉原遊廓を真似て建てたコンクリート製の門、「大門（おおもん）」または「西大門（にしおおもん）」が「大門（だいもん）」と呼ばれるようになり地域名になる。地域名については大門 (函館市)を参照。
鶴若稲荷神社
1913年（大正2年）焼失。広さ35坪、桧造りの社殿だった。
豊川稲荷神社
1870年（明治3年）、1899年（明治32年）、1907年（明治40年）、 1934年（昭和9年）の4回焼失。一時函館八幡宮に仮奉遷されたが、1940年（昭和15年）に現在地に社殿が建立され、奉遷された。

成田山凾館寺（成田山函館別院）
1934年（昭和9年）、本堂・客殿・庫裡すべてが焼失した。 翌年の1935年（昭和10年）に仮堂を建立、その後1996年（平成8年）に老朽化および開創100周年の節目を迎えたことにより1999年（平成11年）に65年の歳月を経て新本堂を落成した。
函館市役所本庁舎（初代、函館区役所庁舎）
相馬哲平の用地及び資金の寄付を元に豊川町29番地および33番地に建設された函館区役所庁舎（1903年<明治36年>完成）を転用したが、1934年（昭和9年）の大火で焼失。

函館測候所（現：函館地方気象台）
高砂町（現：若松町）にあったときに1913年（大正2年）に焼失。

函館病院高砂町分院
市立函館病院のかつての分院。1927年（昭和2年）1月6日診療開始。昭和9年函館大火で焼失。旧・高砂町10番地3及び旧・音羽町67番地3（現・若松町4番先）。
旧北海道庁函館支庁庁舎

1893年（明治26年）新築の建物は1907年（明治40年）の函館大火で焼失。現在元町公園内に保存されている「旧北海道庁函館支庁庁舎（Jolly Jellyfish 元町公園店）」は1909年（明治42年）10月落成したもの。

## 昭和9年函館大火の概要

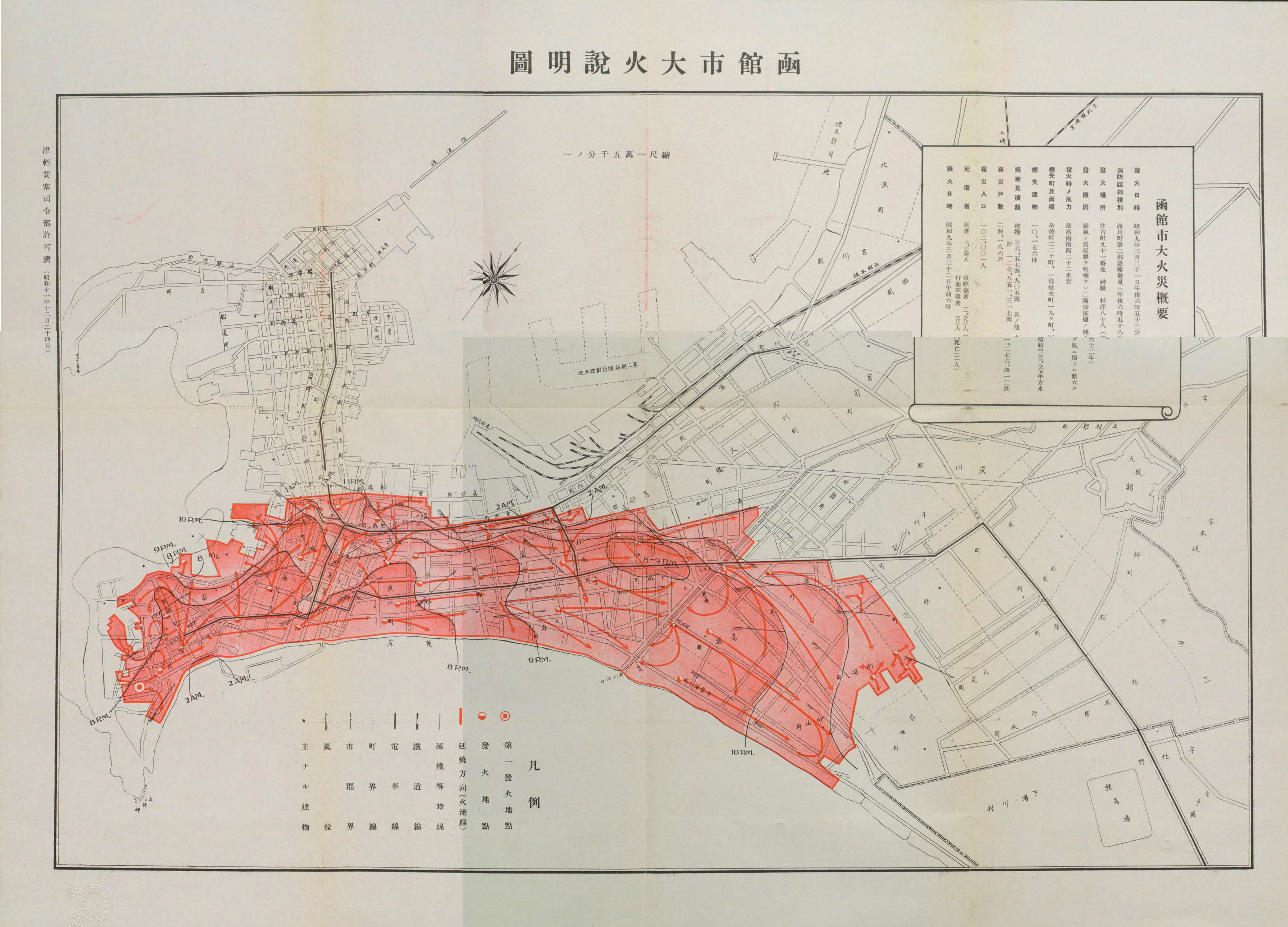
昭和9年函館大火の焼失地域（赤）。左隅の住吉町から出火し、大森浜に沿って湯川方面に広がった。一方、港湾沿岸や亀田方面には延焼していない

1934年（昭和9年）3月21日の火災は最大規模となった。

### 気象状況
中国大陸華北地方に発生した低気圧が中国東北部を横断し、20日18時に日本海西部に進んだ。翌21日（災害発生当日）朝に能登半島沖に進み、12時間で20ヘクトパスカル以上も気圧が下がるという急発達をしながら通過し、函館市内は発火時推定南南西の風、最大瞬間風速39m（函館消防組調べ）に及ぶ強風に見舞われていた。
参考であるが、函館測候所（現：函館地方気象台、函館市の郊外の旧：亀田村→亀田町→亀田市→函館市美原）による計測では19時20分に最大風速「南南西の風24.2m」を記録した。気象予報士の饒村によると当時は最大瞬間風速を測定していなかったという。2020年（令和2年）の低気圧の最大瞬間風速は、最大風速14.7mの約2倍を計測している、当時の低気圧は南の海域でかつ、より発達したことから、もし測定していたら50mぐらいではと推定している（市長の対応の節も参照）。
低気圧の位置と気圧は
- 3月21日6時：能登半島沖　987ヘクトパスカル
- 3月21日正午：秋田沖　981ヘクトパスカル
- 3月21日18時：函館西方　965ヘクトパスカル
- 3月22日朝：オホーツク海　939ヘクトパスカル

### 火災発生直前
16時20分頃、風向が南南西に変化すると強風になった。17時頃に臨時休業する商店がでて、路線バスの運行見合わせが起きたが路面電車は運行されていた。17時50分頃からは市内6ヶ所で連続的に電線の短絡による火災が発生したが、火災報知器による通報出動で鎮火している。さらに風速は加速し、18時34分に全市が停電になった。NHK函館放送局によると19時すぎに放送局への電力供給が途絶えたという。

### 火災発生と延焼
18時53分頃、市域のほぼ南端に位置する住吉町で1軒の木造住宅が強風によって屋根が飛び、室内に吹き込んだ風で囲炉裏の火が吹き散らされ、瞬く間に燃え広がった。火災報知網（火災報知器175基）の整備もしていたが、強風で断線して機能せず初期消火が遅れた上に、木造家屋が密集する市街地20箇所以上で次々と延焼したため、手が付けられない状態となった。時間の経過とともに風向きは南から南西、そして西風へと時計回りに変っていったため火流もそれに従い向きを変え、最終的には市街地の3分の1が焼失する規模となった。
20世紀前半の災害であるが、現在も函館市民の記憶に留められる災害であり、2020年（令和2年）現在も火災発生日には慰霊祭が営まれている。大火の影響で囚人90人が解放されたほどの大災害だった。

### 避難
焼死よりも水死が上回ったのも特徴で、死者の中には亀田川を渡ろうとして、あるいは市域東側の大森浜へ避難したところ、炎と激浪の挟み撃ちになって逃げ場を失い溺死した者917名、また溺死しないまでも凍死した者217名もいた。凍死者が出た理由は仮に逃げ延びたとしても翌日朝の氷点下の中で寒風と雪にさらされたからである。一方、風の変化を読み海岸町方面に逃げ助かったとの被災者の証言もある。
新川の悲劇
五稜郭方面または湯川方面へ避難する場合亀田川（新川）に架かる4つの橋のいずれかを渡らなければならない。それぞれ長さ十数mほどであるが、当時は避難民が殺到しており渡り切るのに30〜40分ほどかかった。河口側から上流側に並べると
- 大森稲荷神社（国道278号）ルート
  - 大森橋 - 木造であり21時40分ごろ崩落
  - 高盛橋 - 木造であり21時42分ごろ崩落

- 大門（北海道道83号函館南茅部線）ルート
  - 新川橋 - 木造であり21時55分ごろ崩落
  - 昭和橋 - 前年にコンクリート橋に架け替えられており、崩落しなかった

との状況であった。無事渡り切ってさらに避難しようと進もうとしたところ背後から悲鳴と音がした。振り返ると橋が崩壊していたという。
函館駅
函館駅には5,000人ほどの避難民が殺到したが、この時は青函連絡船桟橋（若松ふ頭）も含めて幸い類焼しなかった。混乱の中、避難列車を1，2番線に待機させ、避難民を駅長の判断で無料で乗せるなど対応をした。鉄道電話は当日23時に途絶。
函館刑務所汐見町刑務支所
火災に際し被告人87人、受刑者3人を解放。解放後、刑務支所は全焼した。

### 市役所の対応
庶務課職員が22日1時、独自判断により港内の浮きドックに入っていた北日本汽船の天佑丸に辿り着き、無線にて内務大臣、陸軍大臣、海軍大臣、北海道長官、東京朝日新聞社、東京日日新聞社、時事新報社、報知新聞社、読売新聞社へ向けた打電を依頼し、完了。救援の手が迅速に及ぶことになった。
当時の市長、坂本森一は当時の火災保険の契約内容では風速50m以上の場合は補償されなかった。そこで測候所へは風速40mで計測をしないよう要請した。

### 近郊の状況
上海岸
函館市からみて西側、北斗市南部（旧：上磯町）、木古内町、知内町のことを通称"上海岸"と呼ぶが、西または北にあたり最終的に風上になるため火の粉の飛来や濃煙の立ち込め等はなかった。
下海岸
函館市からみて旧：湯川町より東側の津軽海峡沿いの漁村部、具体的には旧：銭亀沢村、戸井町、恵山町の地域を通称"下海岸"と呼ぶが、最終的に風向きが西になった際に風下にあたる地域になった。当時は4歳の子供だった住民のものではあるが強風で飛ばされた火の粉が旧：戸井町釜谷まで到達したとの証言が残っている。

### 救援活動
大日本帝国陸軍
第7師団歩兵25連隊1個中隊、軍医10人が派遣されたほか、旭川からも工兵50人、救護医官15人、歩兵2個中隊が派遣。毛布や食料の配布、救護活動が行われた。
亀田村消防組
翌3月22日より食糧など救援物資を荷馬車で運び、新川（亀田川下流）にて焼死した遺体の引き上げ、罹災跡地の整理など行った。

### 影響

#### 交通
この大火では函館の軌道事業（路面電車）も大きな被害を受けている。当時は電力会社でもある函館水電株式会社が運営していた（現在は函館市企業局交通部運営）。3月28日18時に湯川線が運行開始し、4月19日に全線運行再開している。
被災車両
被災車両は48両。
- 10形 - 元成宗電気軌道デハ1形譲渡車のうち36号と38号が被災、4月12日に廃車された。
- 50形 - 大型ボギー車であったが、新川車庫火災がらみで再生をした車両もすべて焼失した。

補充車両
- 200形（2代） - 1934年（昭和9年）に東京都電気局より四輪単車「ヨヘロ形」1形（2代）を25両導入。1937年（昭和12年）に4両がササラ電車である排形に改造され、2両現役。
- 300形 - 1936年（昭和11年）に15両新製導入。大火の教訓により半鋼製。313号が北海道開拓記念館にて非公開ながらも保存されている。他、3両が花電車である装1 - 3に改造されて現役。

#### 商業
大火被害の少なかった中島町へ露店の移転出店したことによる自然発生した商店街が中島廉売である。

#### 復興への道

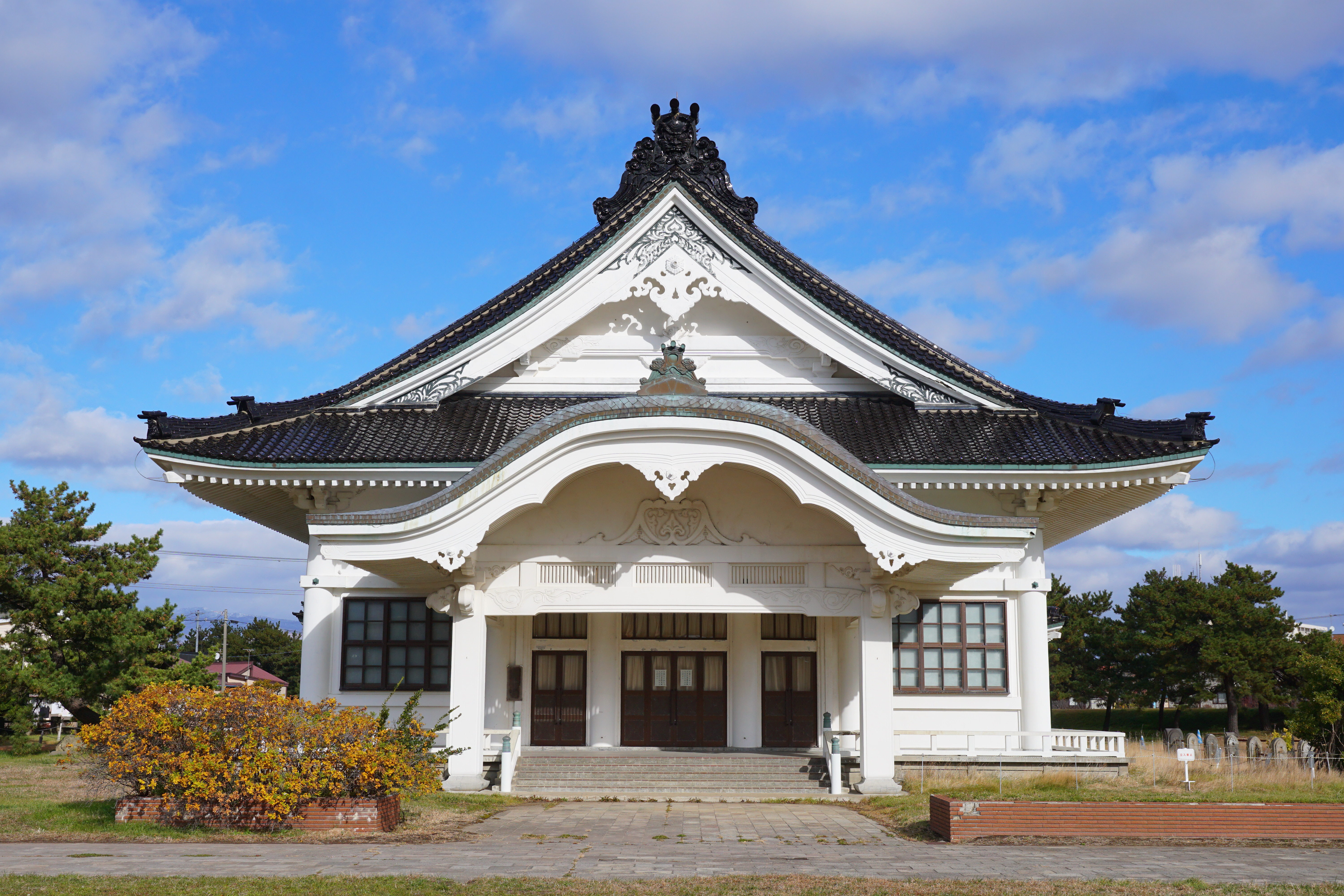
函館市慰霊堂

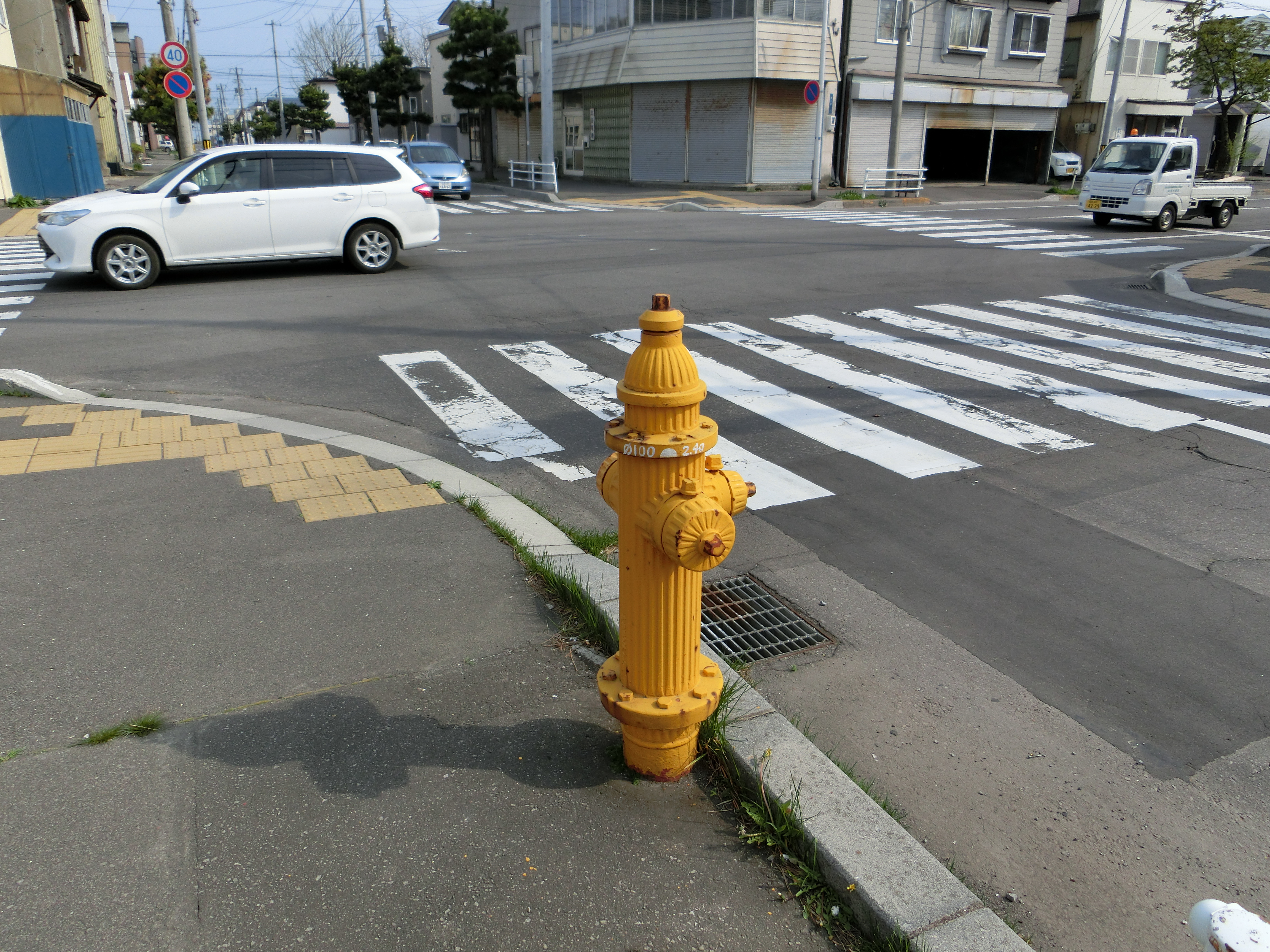
函館型三方式地上式消火栓

函館港まつり
大火により打撃をうけた市民の士気を引き立て、市勢の振興をはかる目的で1935年（昭和10年）より毎年8月に開催されているのが「函館港まつり」である。
メインイベントは北海道新聞主催の花火大会および、幹線道路を踊りながら練り歩く「ワッショイはこだて」（旧：一万人パレード）で、従来の函館港おどり（第一部）と併せていか踊り（第三部）が踊られる。
共愛会の設立と慰霊堂
1934年（昭和9年）の大火の義援金の一部をもとに1934年（昭和9年）9月に財団法人共愛会が設立された。復興事業として簡易住宅600戸余の建設や保育所の運営、被災者への授産事業、職業紹介を行った。また遭難死者の霊を追悼する目的で亀田川の大森橋に近接した地に慰霊堂（現：函館市慰霊堂）を建立した。のちに函館市が引き継いだ。
道路計画
坂本市長が55m幅の広い道路を縦横に作る提案をした。当時の内務省官僚増田甲子七も支持していたものであるが、横断に苦労するとの市民の反対により実現せず、僅かに幹線道路を作ることにとどまった。
防火帯として整備された「都市計画道路3・2・14広小路」の一部区間は多目的広場「はこだてグリーンプラザ（通称・大門グリーンプラザ）」として活用されている。
独自の消火栓の開発と設置
消火栓は1889年（明治22年）より地下式消火栓を設置していたが、 この大火の反省から欧米を参考に1935年（昭和10年）より防火用水道を設けて、1936年（昭和12年）より独自設計の「函館型三方式地上式消火栓」を設置した。日本国内の消火栓は地下式が8割以上で函館のような地上式は珍しい。雪の中でも目立つよう黄色に塗装されている。バルブは五稜郭を意識し五角形。2023年現在2,500本あり、誕生以来村瀬鉄工所で製作されている。

### 法的責任
火元の家の女性が法的責任を問われ起訴され、一審の函館区裁判所で罰金100円の有罪判決、二審の札幌控訴院は一審を支持し有罪判決を下したが、最終審の大審院は無罪判決を下した。

### 碑

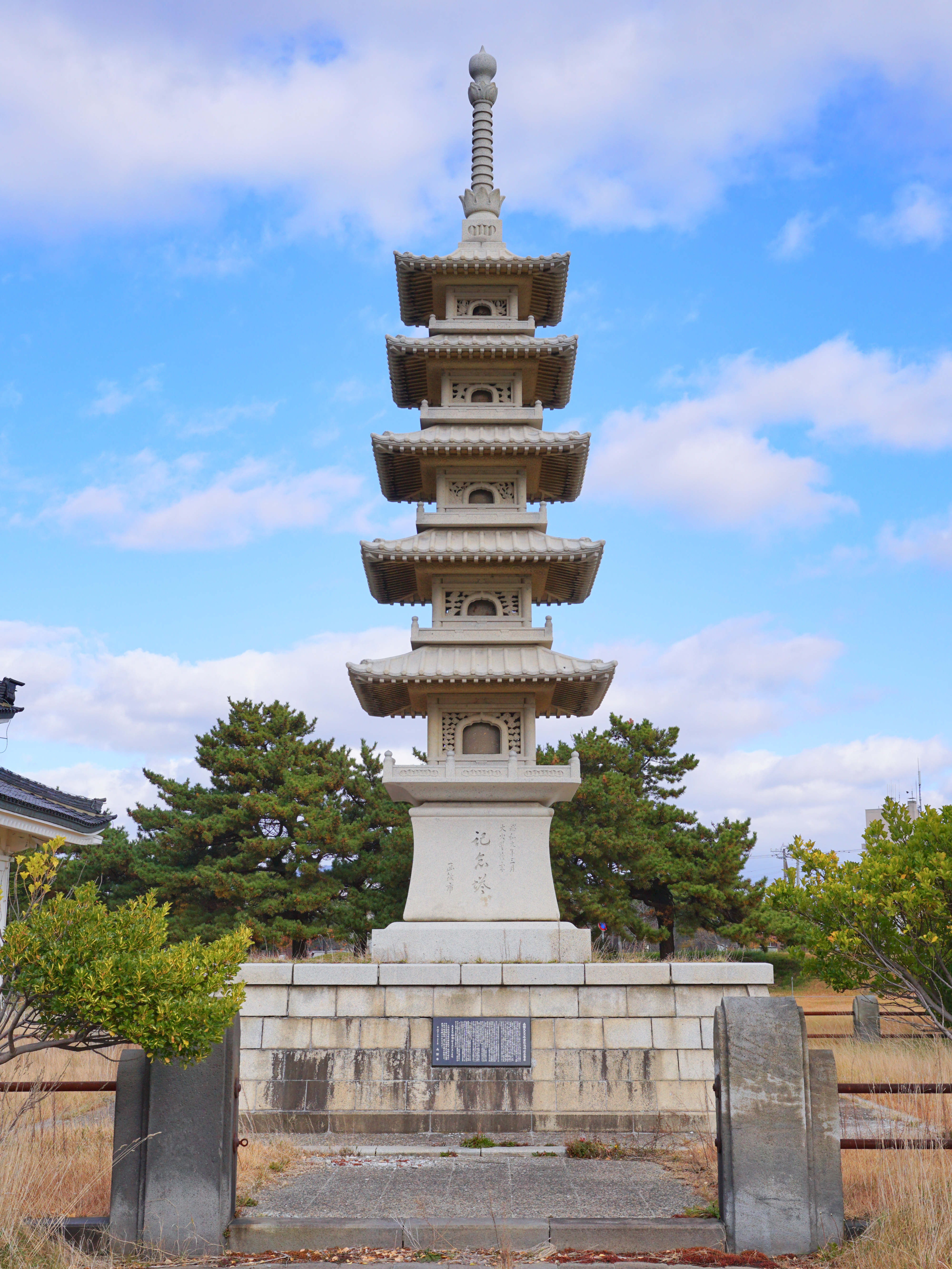
函館大火災惨害記念塔（大森公園）

- 函館大火供養碑（仮称） - 同市湯川町3丁目の龍吟寺境内にある供養碑。湯川地区に溺死者、焼死者600人余りが漂着、収容した。これらの霊を慰めるために1934年（昭和9年）6月に建立したもの[49]。

### 時系列
- 1934年（昭和9年）
  - 3月20日
    - 18時 - 中国華北地方で発生した低気圧が同国東北部を横断、日本海西部に到達

  - 3月21日
    - 6時 - 低気圧が能登半島沖に進み、987ヘクトパスカル
    - 12時 - 低気圧が秋田沖に進み、981ヘクトパスカル
    - 16時20分 - 風向が南南西に変化、強風になる
    - 17時頃 - バス運行見合わせ、臨時休業する商店が出てくる
    - 17時50分頃 - 市内6ヶ所で連続的に電線の短絡による火災が発生したが鎮火
    - 18時 - 低気圧が函館沖に進み、965ヘクトパスカル
    - 18時34分 - 全市にて停電
    - 18時53分頃 - 出火
    - 19時頃 - 函館放送局への電力供給が途絶
    - 19時20分 - 函館測候所最大風速「南南西の風24.2m」を記録
    - 21時40分頃 - 亀田川大森橋崩落
    - 21時42分頃 - 亀田川高盛橋崩落
    - 21時55分頃 - 亀田川新川橋崩落
    - 23時 - 函館駅、鉄道電話途絶

  - 3月22日
    - 1時 - 市役所職員、函館港内の天祐丸無線通信士へ無線打電依頼、打電が完了
    - 朝（時刻不明） - 低気圧がオホーツク海に進み、939ヘクトパスカル

  - 3月28日
    - 18時 - 函館水電湯川線（郊外路面電車）復旧

  - 4月19日 - 函館水電（路面電車）全面復旧